# 新亞歷山德里夫卡 (茲維亞海爾區)
50°36′58″N 28°4′45″E / 50.61611°N 28.07917°E
新亞歷山德里夫卡（烏克蘭語：Новоолександрівка），是位於烏克蘭北部的村莊，由日托米爾州茲維亞赫爾區的巴拉什市鎮負責管轄，面積0.41平方公里，海拔高度219米，2001年人口61，人口密度每平方公里147.7人。